# 炎ジョイ
炎ジョイ（えんジョイ）は、株式会社スパイダーネットワークスがかつて運営したインターネットサービス。
炎上情報ブックマークと銘打たれたこのサービスは、他者のインターネット上でのいわゆる炎上にいわば上乗りする形で、運営会社がこれを「炎上情報」として発信してマーケティングを展開しようというものであった。
2007年11月20日に開始されたが、終始トラブル続きで同年11月22日までの2日間でサービスは事実上の打ち切りとなっている。

## 概要
運営会社スパイダーネットワークスは炎ジョイについて、「火事と喧嘩は江戸の華、ブログ炎上はネットの華」というキャッチコピーを立てて、ブログで起こっている炎上情報を収集し、参加者でこれを共有するというコンセプトを掲げた。さらに共有するだけではなく、ニコニコ動画風にコメントを書き込める機能もあった。このコメントはブログ上にレイヤーとして表示されるだけなので、対象ブログ自体には何の影響もない。もしそれだけでは「飽き足らない」場合、「白兵戦」として実際に対象ブログに飛んでコメントを記入できるようになっていた。
スパイダーネットワークスは「炎上の情報を皆で共有することにより、炎上をより大きくするだけでなく、自身のレイヤー上に書き込むだけでも「ガス抜き」になって、炎上によってブログ管理者がブログを放棄したり閉鎖したりすることも少なくなるのではないか」という旨の主張をしていたが、その内実はどう見てもむしろ故意に炎上を煽り立てるだけのものであった。

## 炎上
スパイダーネットワークス自身はこのサービスを画期的なことだと主張しており、確かにその特異な性質から注目を集め、11月20日のサイトオープン前から各種サイトやニュース、電子掲示板などで話題になっていた。しかしその話題性が裏目に出て、いざオープンしてみると登録者が殺到し、たった1台しか用意していなかったサーバがダウン寸前に陥り、常にサーバにアクセスしにくい状態が続いた。
それだけではなく、登録サイト以外のサイトが勝手に登録されたり、炎上したブログが勝手にリンクしていた無関係の一般サイトにまで次々と「類焼」してゆく事態も起きた。勝手に登録されたものであれば炎ジョイのデータベースから削除する、「類焼」にしてもクッキーで管理できるから問題無く対処可能というのがスパイダーネットワークスの公式な姿勢であったが、蓋を開けてみれば新規登録数や炎ジョイからブログに飛んだ人の数は膨大なもので、もはや同社とそのサーバが管理できる能力を遥かに超えており、事実上無秩序の状態に陥っていた。
さらに、炎ジョイ上にコメントを書き込んだ人物のIPアドレスについては本来ならば伏せられて、他の人のコメントは見られても誰が書き込んだかまでは見ることができない仕様になっていたはずが、プログラム技術がある者にとってはごく簡単な細工によってその書き込みを行った人物のIPアドレスが自由に見られるという重大な欠陥も暴露される。そこからさらに、サイト管理者のIPアドレスも暴露されたが、そのIPアドレスからスパイダーネットワークスが自社が運営していたサービス「MOCO Video」のwikipediaの項目を編集し「国内YouTube系サイト大手に成長している」と自称する宣伝行為を行なっていたことまでもが発覚しまたしても批判を浴びるなど、トラブルは僅かな時間で芋蔓式に拡大していった。
2ちゃんねるや各ブログ、サイトなどからは、このサイトの方針がネットいじめを助長させているに等しいとして非難された。これら非難やサーバの苦情は毒ラボブログ（炎ジョイ管理者の公式ブログ）に飛び火し、炎上情報サイトの公式ブログが自ら歯止めの効かない大炎上を起こすという皮肉な事態になってしまった。

## 閉鎖
炎ジョイをきっかけに発覚した数々の事態に対する非難の件数があまりに多すぎ、結局は運営会社スパイダーネットワークスが対処不能に陥り、サービス開始からわずか2日後の11月22日の午後1時半頃にサービスを停止した。
運営会社は「面白いニュースや画像で討論する目的の炎ジョイになります」とサイトの全面リニューアルを予告するコメントを残したが、炎ジョイやスパイダーネットワークスの公式サイトは現存していない。